# 南宁路 (合肥)
南宁路，安徽省合肥市滨湖新区的一条东西向干道，得名自广西壮族自治区首府南宁市，道路东起包河大道，横穿滨湖CBD、金融后台服务中心后止于 京台高速西侧的玉龙路，其中广西路以东曾称南宁东路。沿路有恒大中心、融创酒店群、万达银座、融创茂、滨湖宝文中心、金斗公园、中国银行合肥金融后台服务中心、中信银行合肥金融后台服务中心、中国邮政储蓄银行合肥基地、合肥市第四十六中学教育集团南宁路中学等。

## 轨道交通
- █ 1号线：万达城站